# 욘 보스만
요하너스 "욘" 아코뷔스 보스만(네덜란드어: Johannes "John" Jacobus Bosman, 1965년 2월 1일, 노르트-홀란트 주 보펀케르크 ~)은 네덜란드의 전직 프로 축구 선수로, 현역 시절 스트라이커로 활약했다.
소속 구단과 국가대표팀에서 모두 골 결정력이 뛰어났던 보스만은 프로 선수로 19년을 활약했는데, 아약스(5년)와 안데를레흐트(5년)에서 주로 활약하며, 각 구단 소속으로 100골 이상 득점하고 총 8번의 주요 대회 우승을 거머쥐었다.
"보시"(Bossie)라는 별칭으로도 알려진 보스만은 유로 1988과 1994년 월드컵에 참가했고, 전자의 대회에서는 자국 대표팀의 우승에 일조했다.

## 클럽 경력

### 아약스
암스텔베인 보펀케르크 출신인 보스만은 아약스에서 성인 무대 신고식을 치렀는데, 첫 출전 에레디비시 경기는 5-2로 이긴 로다와의 1983년 11월 20일 경기로, 그는 당시 18세였고 이 경기에서 득점도 올렸다. 그는 1년차에 14번의 경기에 출전하여 4골을 득점했다.
보스만은 1984년부터 1987년까지 유소년 졸업 동기인 마르코 판 바스턴과 리그에서 138골을 합작했고(보스만이 48골 득점), 암스테르담 연고 구단은 1984-85 시즌 리그와 2번의 KNVB 베커르 우승을 거두었다. 판 바스턴이 1987년 여름에 밀란으로 떠난 후, 그는 1987-88 시즌에 32번의 경기에서 25골을 기록했지만, 소속 구단은 PSV에 밀려 리그를 준우승으로 마무리했다. 그는 소속 구단의 그 시즌 유러피언 컵위너스컵 결승 진출에 일조했지만, 메헬렌에 0-1로 패했다. 그 전 시즌 아약스가 우승한 컵위너스컵 당시 보스만은 8골로 득점왕에 올랐었다.

### 메헬렌
1988년 시즌 개막 전, 보스만은 벨기에의 메헬렌으로 이적해 아약스 시절 그를 지도한 아트 더 모스 감독과 재회했다. 그는 PSV와의 유러피언 슈퍼컵 1차전 경기에서 2골을 기록해 PSV와의 안방 경기에서 3-0 승리를 견인했다.(합계 3-1로 대회를 우승)
또한, 보스만은 노랑빨강 군단 소속으로 두 해 모두 두 자릿수 득점을 기록했는데, 특히 1년차에는 18골을 기록해 소속 구단의 41년 만의 리그 우승에 일조했다.

### 안데를레흐트
PSV로 이적해 네덜란드 무대로 복귀해 1년을 활약한 그는 프랑스로 떠난 빔 키프트의 대체자로 영입되어 주로 호마리우를 지원할 표적형 공격수로 기용되었지만, 이 역할에 만족하지 않았던 보스만은 설상가상으로 신예 트반 스헤이퍼르스에게 자리를 위협받기까지 했다. 보스만은 안데를레흐트로 이적해 벨기에 무대로 복귀해 전 메헬렌 동료인 흐라메 루티에스와 브뤼노 페르사펄과(이후에는 더 모스 감독과도) 재회했고, "기린"이라는 별칭으로 수식되었다.
1996년 요한 보스캄프 신임 감독은 보스만을 후보 자원으로 밀어넣었지만, 앞서 3년 연속 리그 우승과 1993-94 시즌 벨기에 컵 우승에 일조했다. 그가 기록한 최악의 시즌은 6골에 그친 1994-95 시즌이었다.

### 이후 행보
31세의 보스만은 트벤터에 입단해 네덜란드 무대로 복귀했고, 엔스헤더 연고 구단 소속으로 1년차에 20골을 기록했고, 소속 구단은 3위로 마감해 UEFA컵 진출권을 손에 넣었고, 구단을 떠날 때까지 주축 선수로 활약했다.
그는 같은 1부 리그 소속 구단인 AZ로 자유 이적하여 3년을 더 보냈고, 총 522경기 출전 241골 득점으로 37세에 은퇴했다. 그는 암스테르담스허 아마추어 구단에서 잠깐 활약한 후 완전히 은퇴했고, 이후 아약스에서 스트라이커로 지도하기 시작했다.

## 국가대표팀 경력
보스만은 네덜란드 국가대표팀 경기에 30번 출전했는데, 첫 출전 경기는 1-3으로 패한 서독과의 1986년 5월 14일 친선경기였다. 그는 리뉘스 미헐스 감독의 부름을 받아 유로 1988에 참가했는데, 처음에 선발로 출전했지만, 소련에게 조별 리그 경기에서 0-1로 패하면서 자리를 전 아약스 동료 판 바스턴에게 내주었고, 판 바스턴이 네덜란드를 이 대회 우승으로 이끌고 득점왕까지 차지했다.
보스만은 뤼트 휠릿이 후보 선수로 밀리자 월드컵 차출을 반대하면서 미국에서 열린 1994년 월드컵을 치르기 위해서도 차출되었다.

### 폭탄 사건
보스만은 국가대표팀에서 17골을 득점했는데, 이 중 9골을 키프로스와의 3경기에서 기록했다. 1987년 10월 28일, 로테르담에서 열린 유로 1988 예선전에서 경기 극초반에 키프로스 골키퍼 안드레아스 하리투 근처에서 사제 폭탄이나 폭죽이 터졌다. 하리투는 들것에 실녀 교체되어 나갔고, 키프로스 선수들은 경기장에 남아 경기 속개를 반대하며 항의했다.
네덜란드측의 압박에도 불구하고 룩셈부르크인 로제 필리피 주심은 경기를 속개할 것을 지시했다. 경기 결과는 네덜란드의 8-0 대승으로, 보스만은 한 경기 5골의 네덜란드 국가대표팀 단일 경기 최다골 기록을 세웠지만, 유럽 축구 연맹에서 경기를 무효처리하고 키프로스의 3-0 몰수승으로 처리해 공식적으로 인정되지 않았고, 그리스의 본선행 불씨를 살렸다. 네덜란드 측은 이 사건에 항소하였고, 흐레이프 박사는 하리투가 실제로 부상당하지 않았다고 주장하여, 암스테르담에서 재경기가 열렸다.
1987년 12월 9일, 네덜란드가 4-0으로 이긴 이 경기에서 보스만이 해트트릭을 달성해 서독에서 열리는 대회 본선행을 확정지었다. 그리스는 유럽 축구 연맹의 판결에 불만을 제기했고, 유럽 축구 연맹의 서독인 회장이 흥행을 유도하기 위해 네덜란드의 본선행을 희망한다는 의혹을 제기했다. 결정에 대한 항의로 그리스 축구 연맹은 예선 최종전 경기를 로도스 섬의 소규모 경기장으로 옮겨 주전을 대거 빼기로 했고, 네덜란드는 이 경기도 3-0으로 이겼다.
폭탄은 테니스공 안에 숨겨졌다. 투척자는 오스 출신의 21세 욘 스탈이었고, 사건이 발생한 즉시 체포되었다.

## 경력 통계

### 클럽
| 구단         | 시즌      | 리그            | 리그 | 리그 | 컵   | 컵 | 유럽 | 유럽 | 기타 | 기타 | 합계 | 합계 |
| 구단         | 시즌      | 리그명          | 출장 | 골   | 출장 | 골 | 출장 | 골   | 출장 | 골   | 출장 | 골   |
| ------------ | --------- | --------------- | ---- | ---- | ---- | -- | ---- | ---- | ---- | ---- | ---- | ---- |
| 아약스       | 1983–84   | 에레디비시      | 14   | 4    | 0    | 0  | 0    | 0    | —    | —    | 14   | 4    |
| 아약스       | 1984–85   | 에레디비시      | 23   | 6    | 0    | 0  | 4    | 3    | —    | —    | 27   | 9    |
| 아약스       | 1985–86   | 에레디비시      | 23   | 19   | 0    | 0  | 0    | 0    | —    | —    | 23   | 19   |
| 아약스       | 1986–87   | 에레디비시      | 33   | 23   | 4    | 4  | 7    | 8    | —    | —    | 44   | 35   |
| 아약스       | 1987–88   | 에레디비시      | 32   | 25   | 1    | 0  | 9    | 1    | 1    | 0    | 43   | 26   |
| 아약스       | 합계      | 합계            | 125  | 77   | 5    | 4  | 20   | 12   | 1    | 0    | 151  | 93   |
| 메헬렌       | 1988–89   | 벨기에 1부 리그 | 30   | 18   |      |    | 7    | 3    | —    | —    | 37   | 21   |
| 메헬렌       | 1989–90   | 벨기에 1부 리그 | 31   | 16   |      |    | 6    | 3    | —    | —    | 37   | 19   |
| 메헬렌       | 합계      | 합계            | 61   | 34   |      |    | 13   | 6    | —    | —    | 74   | 40   |
| PSV          | 1990–91   | 에레디비시      | 30   | 11   | 4    | 3  | 2    | 0    | —    | —    | 36   | 14   |
| 안데를레흐트 | 1991–92   | 벨기에 1부 리그 | 32   | 16   |      |    | 6    | 1    | —    | —    | 38   | 17   |
| 안데를레흐트 | 1992–93   | 벨기에 1부 리그 | 30   | 13   |      |    | 1    | 1    | —    | —    | 31   | 14   |
| 안데를레흐트 | 1993–94   | 벨기에 1부 리그 | 33   | 20   |      |    | 10   | 3    | —    | —    | 43   | 23   |
| 안데를레흐트 | 1994–95   | 벨기에 1부 리그 | 31   | 6    |      |    | 6    | 1    | —    | —    | 37   | 7    |
| 안데를레흐트 | 1995–96   | 벨기에 1부 리그 | 30   | 15   |      |    | 1    | 0    | —    | —    | 31   | 15   |
| 안데를레흐트 | 합계      | 합계            | 156  | 70   |      |    | 24   | 6    | —    | —    | 180  | 76   |
| 트벤터       | 1996–97   | 에레디비시      | 33   | 20   | 4    | 7  | —    | —    | —    | —    | 37   | 27   |
| 트벤터       | 1997–98   | 에레디비시      | 24   | 6    | 5    | 2  | 4    | 0    | —    | —    | 33   | 8    |
| 트벤터       | 1998–99   | 에레디비시      | 30   | 8    | 4    | 2  | 4    | 1    | —    | —    | 38   | 11   |
| 트벤터       | 합계      | 합계            | 87   | 34   | 13   | 11 | 8    | 1    | —    | —    | 108  | 46   |
| AZ           | 1999–2000 | 에레디비시      | 31   | 18   | 6    | 3  | —    | —    | —    | —    | 37   | 21   |
| AZ           | 2000–01   | 에레디비시      | 21   | 4    | 4    | 2  | —    | —    | —    | —    | 25   | 6    |
| AZ           | 2001–02   | 에레디비시      | 10   | 2    | 2    | 0  | —    | —    | —    | —    | 12   | 2    |
| AZ           | 합계      | 합계            | 62   | 24   | 12   | 5  | —    | —    | —    | —    | 74   | 29   |
| 경력 합계    | 경력 합계 | 경력 합계       | 521  | 250  | 34   | 23 | 67   | 25   | 1    | 0    | 623  | 298  |

1. 1 2 3  UEFA컵 출장 경기 기록
2. 1 2 3 4  유러피언 컵위너스컵 출장 경기 기록
3. ↑  유러피언 슈퍼컵 출장 경기 기록
4. 1 2  유러피언컵 출장 경기 기록
5. 1 2 3  챔피언스리그 출장 경기 기록
6. ↑  인터토토컵 출장 경기 기록

### 국가대표팀
| 국가대표팀 | 연도 | 출장 | 골 |
| ---------- | ---- | ---- | -- |
| 네덜란드   | 1986 | 4    | 1  |
| 네덜란드   | 1987 | 5    | 8  |
| 네덜란드   | 1988 | 6    | 2  |
| 네덜란드   | 1989 | 5    | 2  |
| 네덜란드   | 1990 | 2    | 0  |
| 네덜란드   | 1991 | 0    | 0  |
| 네덜란드   | 1992 | 0    | 0  |
| 네덜란드   | 1993 | 3    | 3  |
| 네덜란드   | 1994 | 3    | 0  |
| 네덜란드   | 1995 | 0    | 0  |
| 네덜란드   | 1996 | 0    | 0  |
| 네덜란드   | 1997 | 2    | 1  |
| 합계       | 합계 | 30   | 17 |

### 국가대표팀 득점 기록
아래의 점수에서 왼쪽의 점수가 네덜란드의 점수이며, 점수 열은 보스만의 득점 당시 점수 상황을 나타낸다.
| #  | 날짜             | 경기장                            | 상대     | 점수 | 결과 | 대회                 |
| -- | ---------------- | --------------------------------- | -------- | ---- | ---- | -------------------- |
| 1  | 1986년 12월 21일 | 키프로스 리마솔 치리온            | 키프로스 | 2–0  | 2–2  | 유로 1988 예선전     |
| 2  | 1987년 10월 28일 | 네덜란드 로테르담 더 카위프       | 키프로스 | 1–0  | 8–0  | 유로 1988 예선전     |
| 3  | 1987년 10월 28일 | 네덜란드 로테르담 더 카위프       | 키프로스 | 3–0  | 8–0  | 유로 1988 예선전     |
| 4  | 1987년 10월 28일 | 네덜란드 로테르담 더 카위프       | 키프로스 | 6–0  | 8–0  | 유로 1988 예선전     |
| 5  | 1987년 10월 28일 | 네덜란드 로테르담 더 카위프       | 키프로스 | 7–0  | 8–0  | 유로 1988 예선전     |
| 6  | 1987년 10월 28일 | 네덜란드 로테르담 더 카위프       | 키프로스 | 8–0  | 8–0  | 유로 1988 예선전     |
| 7  | 1987년 12월 9일  | 네덜란드 암스테르담 더 메이르     | 키프로스 | 1–0  | 4–0  | 유로 1988 예선전     |
| 8  | 1987년 12월 9일  | 네덜란드 암스테르담 더 메이르     | 키프로스 | 2–0  | 4–0  | 유로 1988 예선전     |
| 9  | 1987년 12월 9일  | 네덜란드 암스테르담 더 메이르     | 키프로스 | 4–0  | 4–0  | 유로 1988 예선전     |
| 10 | 1988년 3월 23일  | 잉글랜드 런던 웸블리              | 잉글랜드 | 1–2  | 2–2  | 친선경기             |
| 11 | 1988년 6월 1일   | 네덜란드 암스테르담 올림픽 경기장 | 루마니아 | 1–0  | 2–0  | 친선경기             |
| 12 | 1989년 10월 11일 | 웨일스 렉섬 레이스코스 그라운드   | 웨일스   | 2–0  | 2–1  | 1990년 월드컵 예선전 |
| 13 | 1989년 11월 15일 | 네덜란드 로테르담 더 카위프       | 핀란드   | 1–0  | 3–0  | 1990년 월드컵 예선전 |
| 14 | 1993년 9월 22일  | 이탈리아 볼로냐 레나토 달라라     | 산마리노 | 1–0  | 7–0  | 1994년 월드컵 예선전 |
| 15 | 1993년 9월 22일  | 이탈리아 볼로냐 레나토 달라라     | 산마리노 | 5–0  | 7–0  | 1994년 월드컵 예선전 |
| 16 | 1993년 9월 22일  | 이탈리아 볼로냐 레나토 달라라     | 산마리노 | 6–0  | 7–0  | 1994년 월드컵 예선전 |
| 17 | 1997년 4월 30일  | 산마리노 세라발레 산마리노 경기장 | 산마리노 | 5–0  | 6–0  | 1998년 월드컵 예선전 |

## 사생활
2001년 10월, 보스만은 5세였던 아들 데빈을 교통 사고로 잃는 참척의 아픔을 겪었다.

## 수상
아약스
- 에레디비시: 1984–85

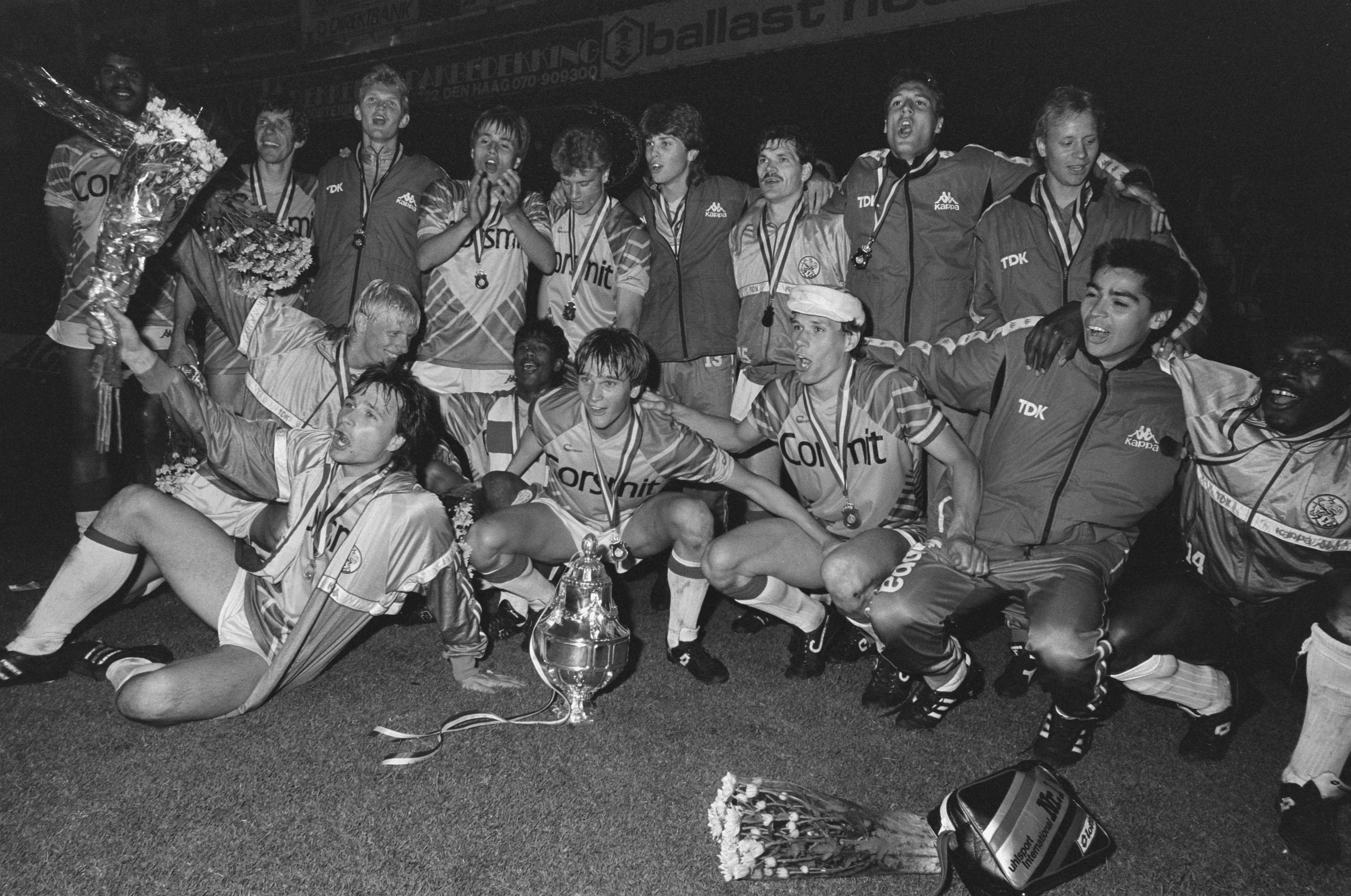
아약스 동료들과 1986-87 시즌 KNVB 베커르 우승을 자축하는 보스만(위줄, 트로피 들고 있음)

- KNVB 베커르: 1985–86, 1986–87
- 유러피언 컵위너스컵
  - 우승: 1986–87
  - 준우승: 1987–88

메헬렌
- 벨기에 1부 리그: 1988–89
- 유러피언 슈퍼컵: 1988

PSV
- 에레디비시: 1990–91

안데를레흐트
- 벨기에 1부 리그: 1992–93, 1993–94, 1994–95
- 벨기에 컵: 1993–94
- 벨기에 슈퍼컵: 1993, 1995

네덜란드
- 유럽 선수권 대회: 1988

개인
- 유러피언 컵위너스컵 득점왕: 1986–87(8골)[13]